# Ceratogymna
Ceratogymna Bonaparte, 1854 è un genere di uccelli della famiglia Bucerotidae, diffuso nell'Africa subsahariana.

## Tassonomia
Il genere comprende le seguenti specie:
- Ceratogymna atrata (Temminck, 1835) - bucero dal casco nero
- Ceratogymna elata (Temminck, 1831) - bucero dal casco giallo